# Hidvégardó
Hidvégardó este un sat în districtul Edelény, județul Borsod-Abaúj-Zemplén, Ungaria, având o populație de 629 de locuitori (2011). 

## Demografie
Componența etnică a satului Hidvégardó
     Maghiari (95,62%)
     Romi (4,38%)
Componența confesională a satului Hidvégardó
     Romano-catolici (73,45%)
     Reformați (7,47%)
     Fără religie (2,7%)
     Greco-catolici (2,07%)
     Necunoscută (14,31%)
Conform recensământului din 2011, satul Hidvégardó avea 629 de locuitori. Din punct de vedere etnic, majoritatea locuitorilor (95,62%) erau maghiari, cu o minoritate de romi (4,38%).  Din punct de vedere confesional, majoritatea locuitorilor (73,45%) erau romano-catolici, existând și minorități de reformați (7,47%), persoane fără religie (2,7%) și greco-catolici (2,07%). Pentru 14,31% din locuitori nu este cunoscută apartenența confesională.